# Wildstylez
Wildstylez (bürgerlich: Joram Metekohy, * 7. Januar 1983 in Veenendaal, Niederlande) ist ein niederländischer Hardstyle-DJ und Musikproduzent. Zusammen mit den Alpha Twins war Metekohy auch als Outsiders bekannt, gemeinsam mit Headhunterz bildet er das Live-Projekt Project One. Er ist Mitbegründer der Plattenlabel Digital:Age und Lose Control Music, außerdem gründete er 2018 zusammen mit Headhunterz das Label Art of Creation.

## Karriere

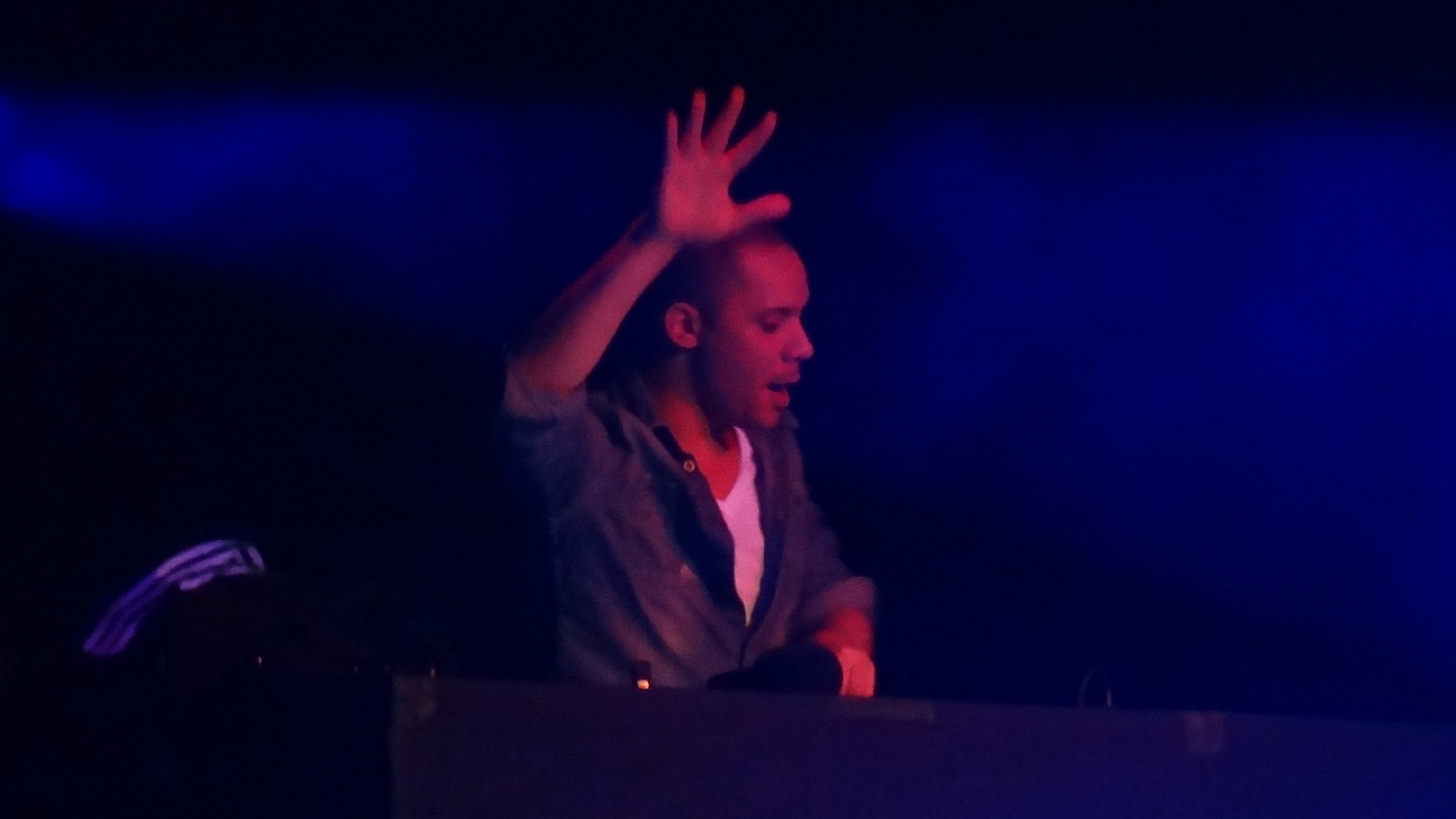
Wildstylez in Stockholm (April 2012)

Joram Metekohy startete seine musikalische Karriere zusammen mit Ruben Hooyer im Jahr 2004 unter dem Namen Seizure. Sein erstes Projekt unter dem Namen „Wildstylez“ wurde bei Scantraxx Records veröffentlicht, wodurch sein Bekanntheitsgrad erheblich stieg. 2008 startete er zusammen mit Headhunterz das Projekt Project One, welches sein Durchbruch als Produzent war. Er trat auf zahlreichen Großveranstaltungen wie der Defqon.1 oder Qlimax auf und ist fester Bestandteil der Hardstyle-Szene.
Seit November 2010 ist Metekohy nicht mehr beim Label Scantraxx vertreten, sondern gründete mit Noisecontrollers das Label Digital:Age, welches er jedoch im Februar 2013 verließ. Im Anschluss gründete er mit Max Enforcer das Plattenlabel Lose Control Music.
Im Januar 2013 schaffte er mit Year of Summer mit Platz 3 in den Niederlanden die bisher höchste Chartplatzierung eines Hardstyle-Produzenten. Darüber hinaus erhielt er im selben Monat die goldene Schallplatte in den Niederlanden für eben diesen Titel. Im Jahr 2022 erreichteYear of Summer Platin in den Niederlanden und Diamant im Jahr 2024.
2016 wurde bekannt, dass Project One mit einer Performance während der Qlimax im Gelredome in Arnhem wieder ins Leben gerufen wird, das nach dem vorübergehenden Ausscheiden Headhunterz’ aus der Hardstyle-Szene nach einem letzten Auftritt 2013 nicht weitergeführt wurde.
Nachdem Wildstylez bereits für alle Ausgaben der Defqon.1 (Niederlande, Australien, Chile) die Anthem produzieren durfte, wurde ihm diese Ehre 2017 mit Temple of Light auch bei der Qlimax, dem wichtigsten Indoor-Hardstylefestival, zu Teil. Im Jahr 2018 produzierte Metekohy als Teil von Project One mit Maximum Force seine insgesamt fünfte Defqon.1-Hymne.

## Diskografie

### Alben
- 2008: Project One – The Album
- 2015: Lose Control

### Singles
- 2007: Clubbin’ / K.Y.H.U.
- 2007: Life’z a Bitch / Missin’
- 2008: Blame It On The Music / Project 1 (mit Headhunterz)
- 2008: Cold Rokking / Alive (mit The Prophet)
- 2008: Pleasure / LDMF (Wildstylez Remix)
- 2008: Revenge / Truth
- 2008: Life Beyond Earth / The Zero Hour (mit Headhunterz als Project One)
- 2008: The Art Of Creation / Numbers (mit Headhunterz als Project One)
- 2008: Fantasy Or Reality / It’s a Sine (mit Headhunterz als Project One)
- 2008: The World Is Yours / Halfway There (mit Headhunterz als Project One)
- 2008: Best Of Both Worlds / Rate Reducer (mit Headhunterz als Project One)
- 2008: The Story Unfolds / Raiders of the Sun (mit Headhunterz als Project One)
- 2008: Music or Noize / The Moon
- 2009: Push that Feeling / K.Y.H.U. (Noisecontrollers Remix)
- 2009: Tonight / Famous (mit Headhunterz vs. Noisecontrollers)
- 2009: The Phantom Beat / Single Sound
- 2010: No Time To Waste (Defqon.1 Anthem 2010)
- 2010: In & Out
- 2010: Lost In Music (mit Isaac)
- 2010: Delay Distortion / Feedback
- 2011: A Different Story (mit Noisecontrollers)
- 2011: Stardust (mit Noisecontrollers)
- 2011: Huh?
- 2011: Breathe (mit Alpha²)
- 2011: Back 2 Basics
- 2011: Into The Light
- 2011: I See Stars
- 2011: Futureshock (mit Ran-D)
- 2012: Lonely
- 2012: Lose My Mind (mit Brennan Heart, NL: Gold)
- 2012: World Of Madness (Defqon.1 2012 Anthem) (mit Headhunterz & Noisecontrollers)
- 2012: Timeless
- 2012: Year of Summer (feat. Niels Geusebroek, NL: Diamant)
- 2012: Leave It All Behind (mit Alpha² vs. DV8 Rocks!)
- 2012: What It’s Like (mit Atmozfears)
- 2012: True Rebel Freedom (Defqon.1 Australia 2012 Anthem)
- 2013: Timeless / Soundstorm / Forever!
- 2013: Back to History (Official Intents festival 2013)
- 2013: Lights Go Out (feat. Cimo Fränkel)
- 2013: Lose Control (mit Max Enforcer feat. Frankie McCoy)
- 2014: Back To History (Intents Theme 2013) (feat. Cimo Fränkel)
- 2014: Cats, Jets and Breaks (mit Noisecontrollers)
- 2014: Falling to Forever (feat. Noah Jacobs)
- 2015: Turn The Music Up (mit Audiotricz)
- 2015: Unleash The Beast (Defqon.1 Chile 2015 Anthem)
- 2015: Every Step I Take (mit Bright Lights)
- 2017: Luminosity (mit Headhunterz als Project One)
- 2017: One Without a Second (mit Headhunterz als Project One)
- 2017: Bad Habits (mit Noisecontrollers & Bass Modulators Feat. Gabs)
- 2017: Here I Come (feat. Coone)
- 2017: Temple of Light (Qlimax 2017 Anthem)
- 2018: Bounce Like This
- 2018: Heartbeat
- 2018: Colours Of The Night (feat. Michael Jo)
- 2018: Children of Drums
- 2018: Maximum Force (Defqon.1 2018 Anthem) (mit Headhunterz als Project One)
- 2018: Shine a Light (mit Hardwell & KiFi)
- 2019: Into The Wild (feat. KiFi)
- 2019: Untamable (feat. Ruby Prophet)
- 2019: Wolves Cry (mit D-Block & S-te-Fan)
- 2019: Run With The Wolves (mit E-Life)
- 2020: Shake The Ground (feat. Noubya)
- 2020: Warriors (mit Ran-D)
- 2020: Deeper Than The Ocean
- 2020: Never Bring Us Down (mit Aftershock feat. LXCPR)
- 2020: Adrenaline (mit Da Tweekaz feat. Xception)
- 2020: Exist (mit TNT)
- 2021: Edge of Darkness (mit Hard Driver)
- 2021: Sanctuary (feat. Lindi)
- 2021: The Unknown (mit Frontliner)

### Remixe
- 2007: Outsiders − Infectious
- 2008: Tuneboy − Dirty
- 2008: Outsiders − Maneater
- 2008: The Masochist − Ldmf
- 2009: Phase 3 vs. The Machine − Fine Dayz
- 2009: Project One − Numbers
- 2009: Noisecontrollers − Venom
- 2010: Ambassador Inc. − Put This On YouTube
- 2010: Hardstruction & Profite − Sound of Love
- 2010: Brennan Heart − Just As Easy (mit Smd)
- 2011: D-Block & S-Te-Fan − Music Made Addict (mit Headhunterz)
- 2011: K-Traxx − Little Red Noisy Thing
- 2012: Coldplay − Every Teardrop Is a Waterfall
- 2012: Tatanka − Let’s Rock
- 2013: Nicky Romero & Krewella − Legacy
- 2013: Hardwell & Dyro feat. Bright Lights − Never Say Goodbye
- 2014: R3hab & Eva Simons − Unstoppable
- 2015: MAKJ & Thomas Newson − Black
- 2017: Armin van Buuren vs. Vini Vici feat. Hilight Tribe − Great Spirit
- 2017: W&W & Vini Vici − Chakra
- 2021: D-Block & S-te-Fan − Fired Up